# Seznam představitelů Súdánu
Toto je seznam představitelů Súdánu. 

## Anglo-egyptské kondominium

### Králové a sultánové Súdánu, personální unie s Egyptem
Dynastie Muhammada Alího

#### Sultánové
Oficiální titul panovníka byl: z milosti boží, sultán Egypta a Súdánu
| jméno        | obrázek | život       | období vlády | rodiče                      | poznámky                          |
| ------------ | ------- | ----------- | ------------ | --------------------------- | --------------------------------- |
| Husejn Kamil |         | 1853 - 1917 | 1914 – 1917  | Ismaíl I. Paša Nour Felek   | dosazen po vyhlášení protektorátu |
| Fuad I.      |         | 1868 - 1936 | 1917 – 1922  | Ismaíl I. Paša Farial Kadin | od roku 1922 byl egyptským králem |

#### Králové
Oficiální titul panovníka byl: z milosti boží, král Egypta a Súdánu, vládce Núbie, Darfúru a Kordofánu
| jméno    | obrázek | život                  | období vlády | rodiče                      | poznámky                                                 |
| -------- | ------- | ---------------------- | ------------ | --------------------------- | -------------------------------------------------------- |
| Fuad I.  |         | 1868 - 1936            | 1922 – 1936  | Ismaíl I. Paša Farial Kadin | do roku 1922 byl egyptským a súdánským sultánem          |
| Farúk I. |         | 1920 - 1965            | 1936 – 1952  | Fuad I. Nazli Sabri         | v období 28. dubna 1936 - 29. července 1937 vládl regent |
| Fuad II. |         | narozen 16. leden 1952 | 1952 – 1953  | Farúk I. Narriman Sadek     | od sesazení v roce 1953 je titulárním králem             |

## Nezávislý Súdán
1.1.1956-17.11.1958 - Abdel Fattah Muhammad al-Magrabi, Muhammad Ahmad Yasin, Ahmad Muhammad Salih, Muhammad Othman ad-Dardiri, Siricio Iro Wani – Rada svrchovanosti
18.11.1958-31.10.1964 – Ibrahim Abboud – předseda Nejvyšší rady; voj.
31.10.1964-16.11.1964 – Ibrahim Abboud – prezident; voj. 
16.11.1964-3.12.1964 – Sirr al-Chatim al-Chalífa – úřadující prezident; UNF
3.12.196-10.6.1965 – Abdel Halim Muhammad, Tijani al-Mahi, Mubarak Shaddad, Ibrahim Yusuf Sulayman (do 31.5.1965), Luigi Adwok Bong Gicomeho (od prosince 1964) – Výbor svrchovanosti (týdenní střídání předsedy)
10.6.1965-8.7.1965 – Ismail al-Azhari, Abdullah al-Fadil al-Mahdi, Luigi Adwok Bong Gicomeho, Abdel Halim Muhammad Khidr Hamad – Výbor svrchovanosti (týdenní střídání předsedy)
8.7.1965-25.5.1969 – Ismail al-Azhari – předseda Rady svrchovanosti; NUP
25.5.1969-19.7.1971 – Džafar Nimeiry – předseda Rady revolučního velení; voj./SSU
19.7.1971-22.7.1971 – Babiker al-Nur Osman – předseda Revoluční rady; voj.
22.7.1971-12.10.1971 – Džafar Nimeiry – předseda Rady revolučního velení; voj./SSU
12.10.1971-6.4.1985 – Džafar Nimeiry – prezident; voj./SSU
6.4.1985-9.4.1985 – Abdel Rahman Swar al-Dahab – vrchní velitel; voj.
9.4.1985-6.5.1986 – Abdel Rahman Swar al-Dahab – předseda Přechodné vojenské rady; voj.
6.5.1986-30.6.1989 – Ahmed al-Mirghani – předseda Nejvyšší rady; DUP 
30.6.1989-16.10.1993 – Umar Hasan Ahmad al-Bašír – předseda Rady revolučního velení národní spásy; voj.
Od 16.10.1993 – 2019 Umar Hasan Ahmad al-Bašír – prezident; voj./SNC
2019 - Abdel Fattah Abdelrahmane al-Burhan
Mohamed Hamdan Dogolo – prezident; voj./SNC.